# İnebolu

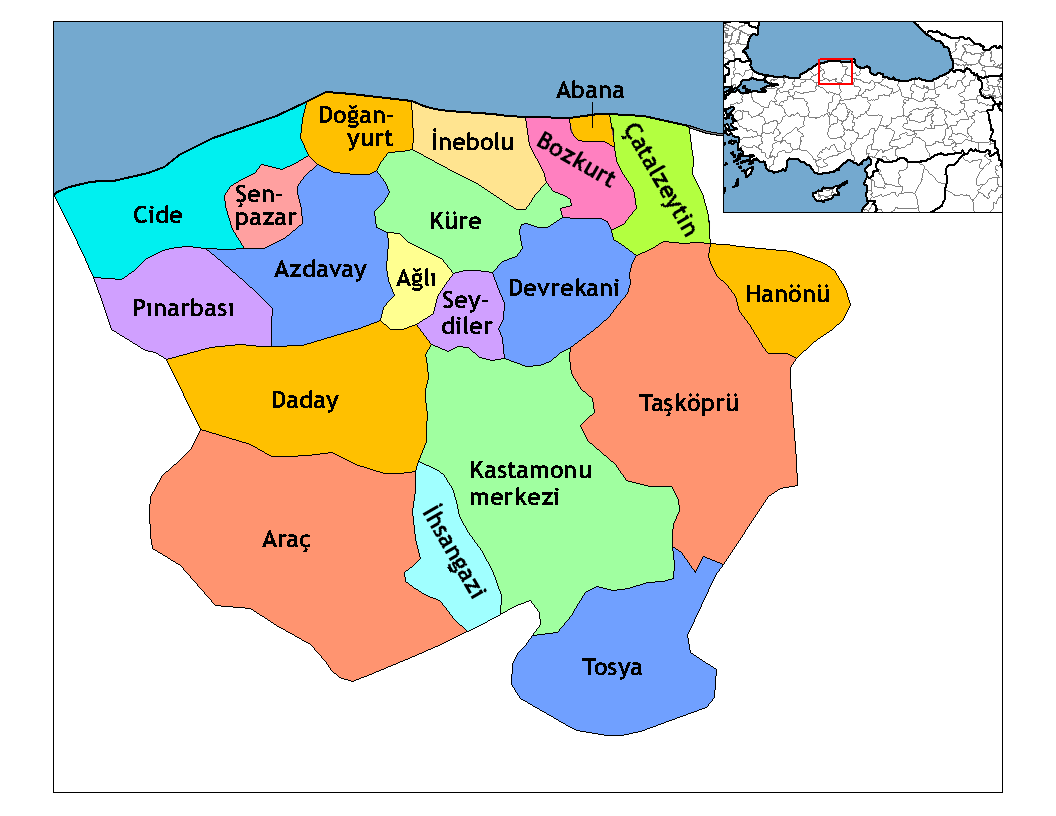
Provinz Kastamonu, Türkei

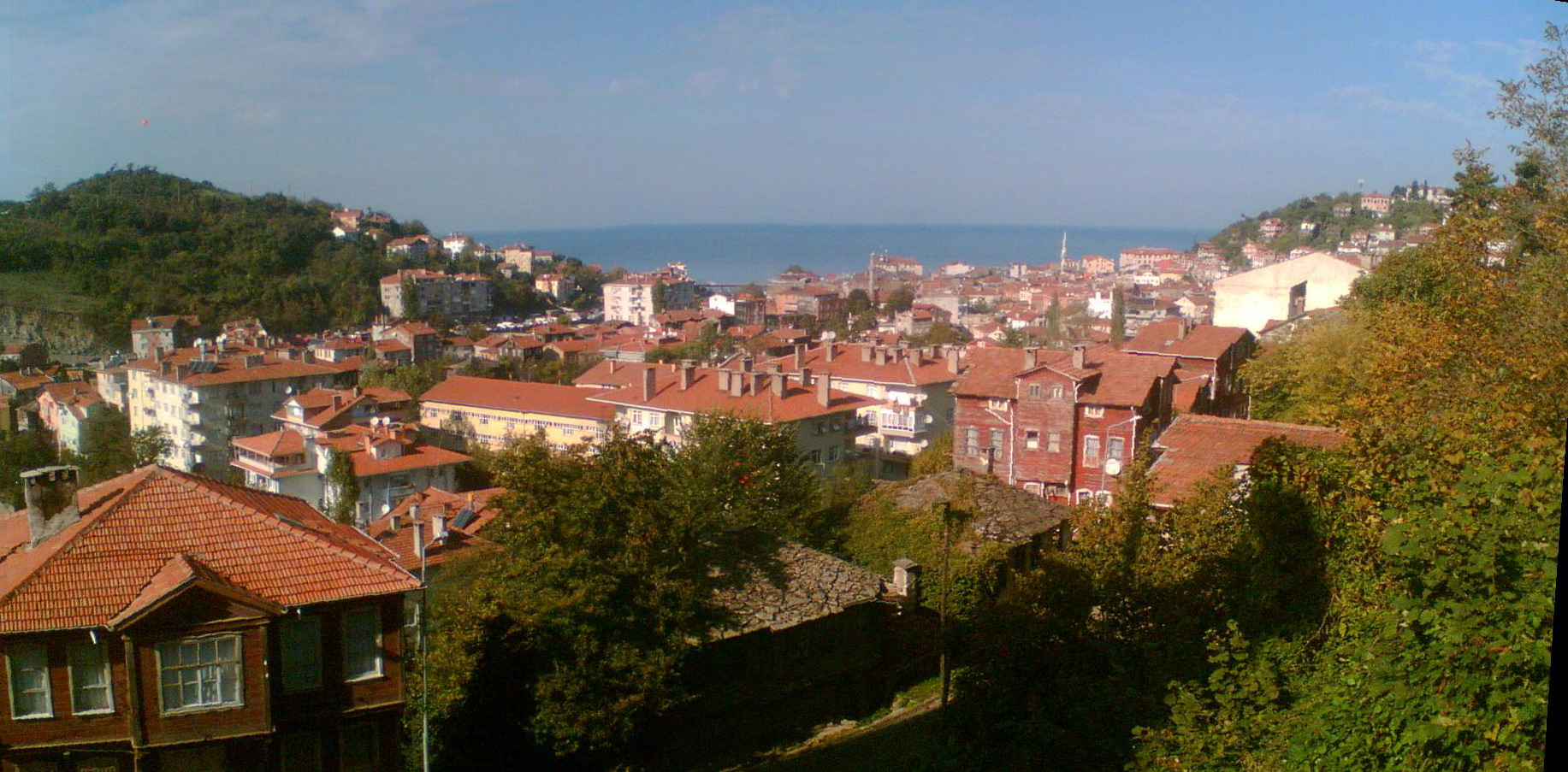
Blick auf İnebolu

İnebolu ist eine Stadt und ein Landkreis an der türkischen Schwarzmeerküste in der Provinz Kastamonu, 89 km von der Provinzhauptstadt entfernt. Von Istanbul ist İnebolu über den Landweg ca. 600 km entfernt. Typische türkische Architektur prägt das kleine Hafenstädtchen. Mit seinen Gassen und den vielen kleinen Läden ist es sehr beschaulich.

## Geographie

### Landschaft
Die Gegend um Inebolu besteht aus einem steinigen und felsigen Plateau. Parallel zur Küste erstrecken sich das Küre- und das höhere Isfendiyar-Gebirge.
Die Küsten am Schwarzen Meer sind sehr steil und tief. Flache Zonen und Strände sind fast nicht vorhanden. Von dem Bergen fließen nur kleine Flüsse ins Meer. Kurz vor der Küste von Inebolu liegt die Meerestiefe bei etwa 200 m.
Inebolu selbst besitzt nur wenige, kleinere Sandstrände.

### Bäche und Flüsse
Die Flüsse und Bäche in der Gegend von Inebolu entspringen im Isfendiyar Gebirge und sind teilweise sehr wild. In den Wintermonaten sind die Wassermengen am höchsten.

### Berge
In der unmittelbaren Umgebung der Stadt sind die Berge etwa 400 bis 1200 m hoch. Die bekanntesten sind der Geris Tepesi mit 495 m und im Südwesten der Islam mit 589 m Höhe. Weitere Berge sind:
- im Westen der Abas (1261 m)
- weiter im Westen der Kelestiren (1260 m)
- im Osten der Manastir (789 m)

### Das Klima
In Inebolu herrscht durch die Lage am Schwarzen Meer ein maritimes Klima. Im Winter wird es im kältesten Monat Februar nicht kälter als 6 °C. Im wärmsten Monat August beträgt die Durchschnittstemperatur 21 °C. Die Jahresdurchschnittstemperatur liegt bei etwa 15 °C.
Durch das Isfendiyar-Gebirge ist die Gegend von Inebolu vergleichsweise regenreich. Der durchschnittliche Niederschlagswert beträgt 1052 mm im Jahr.
In den Monaten Mai bis August sind die Niederschläge am niedrigsten.

### Pflanzenwelt
Durch das Klima bedingt besteht die Flora im Wesentlichen aus Pflanzen des Mittelmeerraumes, die sich von der Küste bis in das Landesinnere verbreiten. Bis in Höhen von 1250 m findet man verschiedene Nadelhölzer in dichten Wäldern, die zum Teil noch im ursprünglichen Zustand vorliegen.

### Landkreis
Der Landkreis grenzt an den Kreis Doğanyurt im Westen, den Kreis Küre im Süden und den Kreis Bozkurt im Osten. Die Schwarzmeerküste ist die natürliche Grenze im Norden. Der Kreis hat die dritthöchste Bevölkerungsdichte der Provinz Kastamonu. Neben der Kreisstadt (mit der knappen Hälfte der Kreisbevölkerung) existieren im Kreis noch 77 Dörfer (Köy) mit durchschnittlich 135 Bewohnern. Das Spektrum der Einwohnerzahlen reicht von 538 (Korupınar) bis 7 (Kayaelması). Im Jahre 2018 wurde vier ehemalige Dörfer zu Stadtvierteln (Mahalle) der Kreisstadt erhoben: Çamlıca, Musaköy, Yakaboyu und Yeşilöz.

## Geschichte
Der Ursprung der Stadt ist nicht ergründet. In der Mitte des zweiten Jahrhunderts hatte sie den Namen Abonuteichos und gehörte zur römischen Provinz Bithynia et Pontus. Zur Zeit Mark Aurels hatte sie den Namen Ionopolis, daraus wurde später Inepoli. Unter türkischer Herrschaft wurde daraus der heutige Name İnebolu.
Aus dem früheren Namen Ionopolis leitet sich die Theorie ab, dass İnebolu von den Ioniern erbaut wurde. Es wird überliefert, dass Ionopolis enge Beziehungen zur Amaras-Kolonie hatte. Ionopolis hatte in der Anfangszeit keine Verbindung ins Landesinnere. Diese Verbindung wurde erst durch die 18 km westlich gelegene Zarbana (Üzluce)-Straße hergestellt. Es wurde und wird immer noch behauptet, dass früher eine Karawanenstraße Zarbana bis in das in Saudi-Arabien liegende Mekka führte (Pilger und Handelsstraße).
Ionopolis blieb, wie die anderen ionischen Städte, nach der Zerstörung des lydischen und später des persischen Königreiches unter der Souveränität des Römisch-Byzantinischen Reiches.
Auf Grund des Sieges in der Malazgirt-Schlacht fiel Inebolu im Jahre 1071 an das Seldschukische Reich (türkisch Selçuklu Imparatorluğu). Danach siedelten sich Türken in dem Gebiet an. Nach 1084/85 wurde dieses Gebiet vom Emir Karatekin zu türkischem Hoheitsgebiet erklärt. Nach dem Untergang des Seldschukenreiches verfiel die Stadt zunehmend. Innerhalb der Grenzen von Candaroğullari, dem türkischen Stammreich der Gebrüder Candar, bekam sie den heutigen Namen İnebolu.
İnebolu wurde im Jahre 1413 in die heutige Stadt Küre (ca. 30 km im Landesinnern) eingemeindet. Erst im Jahr 1867 (bzw. 1873) wurde es eine selbstständige Stadt. Brände in den Jahren 1880 und 1885 führten zur totalen Zerstörung der Stadt. Der damalige Padischah (Sultan) Abdülhamid II. ließ einen Plan entwerfen, nach dem Häuser und Straßen in rechteckigem Muster neu aufgebaut wurden. Daraus entstand das heutige Stadtbild mit Häusern aus Backstein. Die damals sehr alte Landstraße über Küre hoch über den Bergen von İnebolu bis Kastamonu aus der Zeit um 1327 wurde erst 1907 vom damaligen Regierungspräsidenten Paşa Abdurrahman ausgebaut.
Nach der Unterzeichnung eines Waffenstillstandsabkommens, das aufgrund der Niederlage des Osmanischen Reiches im Ersten Weltkrieg vereinbart wurde, kam es zu Spannungen zwischen den in İnebolu lebenden und von England unterstützten Griechen und den etablierten Türken. Diese Spannungen führten zu militärischen Auseinandersetzungen, bei denen 1921 auch Gebäude in İnebolu durch Bombardierung von See aus zerstört wurden.
Nach dem türkischen Sieg im Griechisch-Türkischen Krieg wurden die meisten griechischstämmigen Bewohner aus der Umgebung zwangsweise nach Griechenland umgesiedelt. Die ehemals überwiegend griechischen Dörfer erhielten türkische Namen. Heute noch sind diese Dörfer in der Bevölkerung unter zwei Namen bekannt.

### Geschichtliche Spuren in İnebolu

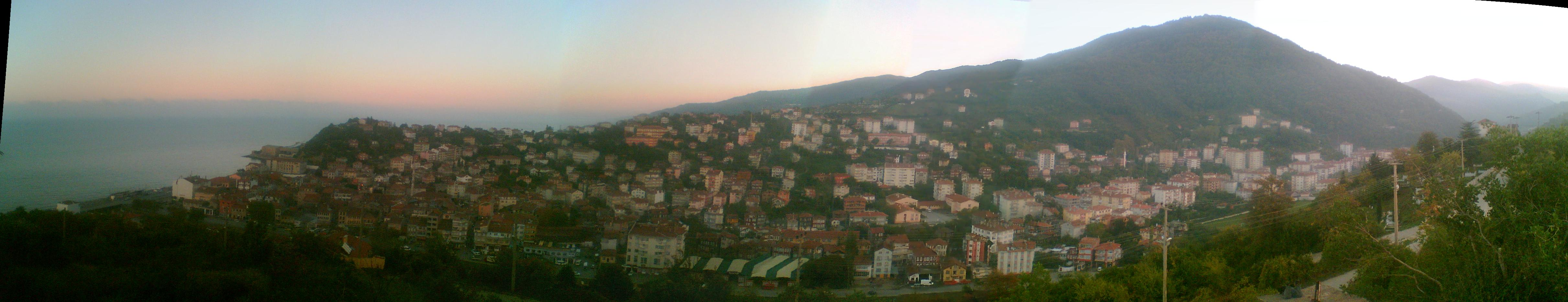
Blick auf İnebolu

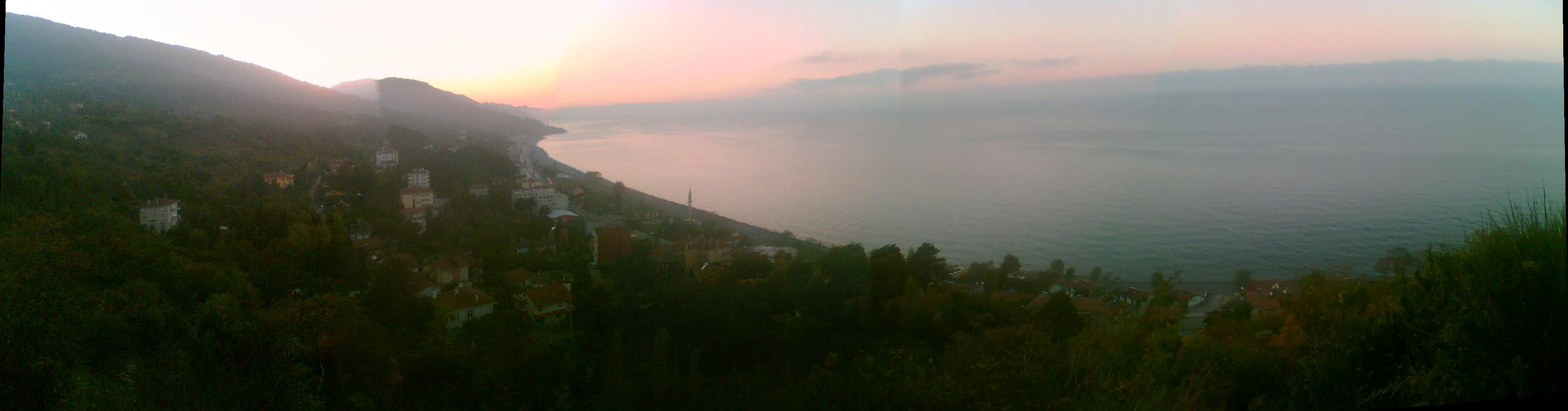
Blick auf İnebolu

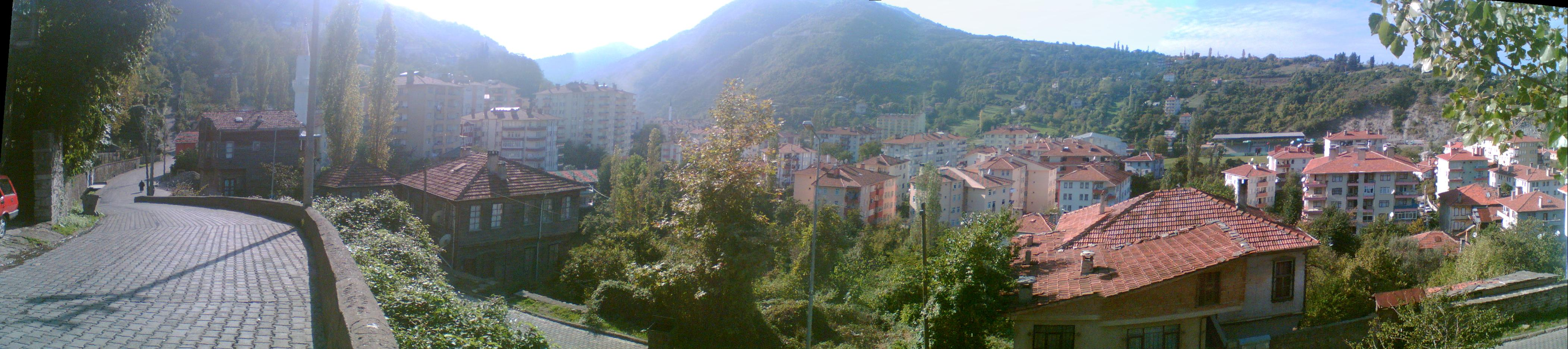
Blick auf İnebolu

Heute gibt es in İnebolu außer Burgruinen keine Zeugnisse aus der Gründungszeit. Eine der drei Ruinen liegt im Stadtteil Boyran (früher Boyranalti = unter dem Boyran genannt). Ein Teil der Nordwand der inneren Burgmauern, die sich vom Osten nach Westen erstreckten, ist noch erhalten. Diese aus Schottersteinen erbauten Wände sind 3 Meter dick und 6 Meter hoch, in 2 Meter Höhe sind Ziegelsteinleisten angebracht.
Im Jahre 1952 kamen bei Bauarbeiten 20 Meter dieser Mauer zum Vorschein. Die zweite Burg stand dort, wo sich heute die Karadeniz-Grundschule befindet. Auch hier sind noch Reste der damaligen Wände zu sehen.
Die Reste der dritten Burg befinden sich auf dem Gerisch-Hügel, einem Hügel am Südende der Stadt, von dem man die ganze Region überblicken kann. In der Ebene befindet sich ein Kloster, dessen Baujahr nicht bekannt ist.
Die Burgruinen stammen aus der Zeit der Byzantiner und Osmanen.

## Architektur
Meist weiße Häuser mit hohen Fenstern über 3 Stockwerke, deren Baustil durch griechische und später durch türkisch-islamische Elemente charakterisiert ist, prägen das Bild der Altstadt. Diese Bauwerke sind etwa 100 Jahre alt. Das wichtigste an diesen Wohnungen war ein in der Mitte gelegener Raum, der Salon, der als Gesellschafts- und Wohnraum genutzt wurde. Die meisten Häuser schauen von den Hängen in Richtung des Schwarzen Meeres. In der Türkei wird diese Bauweise als West-Schwarzmeer-Bauweise bezeichnet.

## Wirtschaft
Inebolu war im Osmanischen Reich eine bedeutende Hafenstadt. Daher war einst die Zahl der Händler und Geschäftsleute sehr hoch. Noch im Jahre 1887 wurde eine Industrie- und Handwerkskammer gegründet mit 2500 registrierten Mitgliedern, darunter 1000 selbstständige Handwerker.
Durch die wachsende Bedeutung des Straßenverkehrs verlor Inebolu seine Bedeutung als Hafenstadt und Handelszentrum, wodurch die Einwohnerzahl deutlich reduziert wurde.

### Industrie
Von größerer Bedeutung sind zurzeit nur Holzindustrie und Forstwirtschaft. Insgesamt stehen über 67.000 Hektar Wald zur Verfügung, von denen etwa 7.500 Hektar noch im ursprünglichen Zustand sind. Etwa 39.000 Hektar sind Mischwald mit Buchen-, Schwarztannen-, Eichen- und Birkenbestand. Seit 1969 wird das Waldgebiet planmäßig bewirtschaftet. Holz und Holzprodukte werden national und international verkauft.

### Landwirtschaft und Nahrungsmittel
Die Bodenbeschaffenheit lässt nur stellenweise Weizen- und Maisanbau zu. Die Flächen werden überwiegend für Viehzucht sowie Obst- und Gemüseanbau genutzt. Schwerpunkt dabei sind neben Birnen, Tomaten, Bohnen und Paprika auch Nüsse (Walnuss, Haselnuss) und Kastanien, für die Inebolu besonders bekannt ist.
Durch die pflanzenreiche Umgebung ist auch Honig zu einem bedeutenden Produkt geworden.
Die Küstenlage hat auch den Fischereibetrieb am Leben erhalten können.

### Tourismus
Die Lage am Meer mit Stränden, die grüne Umgebung mit Wäldern und Hügeln, kleinen Bächen und abwechslungsreicher Flora, die historischen Stätten und das Stadtbild mit 350 denkmalgeschützten Gebäuden hat in den letzten Jahren zum Aufbau einer für die Stadt bedeutenden Tourismusindustrie geführt. Die Anbindung über Straßen und regelmäßige Linienbusse, Hotels und Gaststätten unterstützen dies.

### Verkehr
In der Stadt İnebolu treffen sich die parallel zur Küste verlaufende Fernstraße D 010 und die hier beginnende D 765, die südwärts nach Niğde führt.

## Söhne der Stadt
- Oğuz Atay (1934–1977), Schriftsteller
- Ali Kuçik (* 1991), Fußballspieler